# Trà Ka
Trà Ka là một xã thuộc huyện Bắc Trà My, tỉnh Quảng Nam, Việt Nam.
Xã Trà Ka có diện tích 53,50 km², dân số năm 2019 là 1.889 người, mật độ dân số đạt 35 người/km².